# Adoxophyes afonini
Adoxophyes afonini is een vlinder uit de familie van de bladrollers (Tortricidae). De wetenschappelijke naam van de soort is voor het eerst geldig gepubliceerd in 2009 door Józef Razowski.

## Type
- holotype: "male. 10-25.VIII.1996. leg. Siniaev & Afonin. genitalia slide 28 Wiet"
- instituut: MNHU, Berlijn, Duitsland
- typelocatie: "Vietnam, Mt. NgocLinh, 900-1400 m"